# クリア・スポット
『クリア・スポット』（Clear Spot）は、ドン・ヴァン・ヴリートが率いるキャプテン・ビーフハート・アンド・ザ・マジック・バンドが1973年に発表した通算7作目に相当するアルバムである。

## 解説

### 経緯
キャプテン・ビーフハート・アンド・ザ・マジック・バンドはヴァン・ヴリートの31歳の誕生日にあたる1972年1月15日に、キャプテン・ビーフハート名義の前作『ザ・スポットライト・キッド』の発表に合わせたツアーを開始した。ツアーに先立ち、ザ・マザーズ・オブ・インヴェンション（以下、MOI）のオリジナル・ベーシストのロイ・エストラーダが加入し、それまでベース・ギターを担当していたマーク・ボストンはギター担当となった。彼等はヴァン・ヴリート、エストラーダ、ボストン、ビル・ハークルロード（ギター）、エリオット・イングバー（ギター）、アート・トリップ（ドラムス）の6人編成となり、ギタリストが3人、元MOIのメンバーが3人になった。
彼等はまず国内ツアーに臨み、3月下旬からはヨーロッパ公演を始めた。ィギリス公演はロンドンのロイヤル・アルバート・ホールをはじめとして殆んどの会場が満席となって、追加公演が開催されたほどの盛況だった。4月4日から22日まで、リヴァプールのブルーコート・ギャラリーでヴァン・ヴリート初の個展がキャプテン・ビーフハート名義で開かれ、好評を得た。ドイツではコンサートの他にテレビ・ショーのビート・クラブに出演し、フランスではパリのバタクラン劇場でのコンサートがテレビのポップ・ドウで放映された。4月下旬にはアメリカに戻って国内ツアーの後半をこなした後、5月には再びイギリスに渡りグレーター・マンチェスター州ウィガンで開かれたビッカーショー・フェスティバルに出演した。ハークルロードは、自分達はアメリカよりもヨーロッパで熱狂的に迎えられたと回想している。
ヴァン・ヴリートはクリーム誌に"Brown Star"という題名の新作アルバムを制作中であると語ったが、彼等が所属していたリプリーズ・レコードの親会社にあたるワーナー・ブラザーズが1972年5月に流布した情報では、新作の題名は"Kiss Me Where I Can't Wait"だった。ワーナー・ブラザーズは自社に所属していたテッド・テンプルマンを新作のプロデュ―サーにあてた。1972年の秋、ヴァン・ヴリート、エストラーダ、ボストン、ハークルロード、トリップの5人は、ワーナー・ブラザーズが所有するアミゴ・スタジオで、これまでの作品制作に比べて遥かに多くの時間と予算を得て本作を制作した。題名は収録曲の一つにちなんで『クリア・スポット』になった。

### 内容
本作はジョン・フレンチ（ドラムス）抜きで制作された初めてのアルバムだった。これまでスタジオではベーシストを務めてきたボストンが本作では初めてリズム・ギタリストを務めた。デビュー・アルバム『セイフ・アズ・ミルク』に続いてギタリストのラス・ティテルマンとパーカッショニストのミルト・ホランドが客演し、女性コーラス・グループのザ・ブラックベリーズとホーン・セクションが参加した。
1969年にフランク・ザッパがプロデュースした『トラウト・マスク・レプリカ』を発表した後、自らプロデューサーを務めてきたヴァン・ヴリートは、本作の制作中の1972年11月、ワーナー・ブラザーズの回報で「自分はテッド〈テンプルマン）のようなプロデューサーを7年間探してきた。彼もエンジニアも素晴らしい。信じられない」と、テンプルマンに満足している主旨の発言をした。しかしハークルロードは、ヴァン・ヴリートはテンプルマンが仕事を放り出さないために何らかの譲歩したに違いないと推測している。彼はテンプルマンがヴァン・ヴリートと口論して「自分にこのアルバムを作ってもらいたいと思うなら口を挟まないことだ。自分は我慢しないからな」という主旨のことを言ったとしている。発表された本作には、ホーン・アレンジメントは2曲がテンプルマンとヴァン・ヴリートで1曲がジェリー・ジュモンヴィユによる、と記されたが、ヴァン・ヴリートは後年、テンプルマンとジュモンヴィユの関与を否定した。
トリップは1995年に「彼〈テンプルマン）が来て、アルバムの内容はさらに売れ線になった。新曲の演奏も歌詞も簡潔になり、他の連中の音楽に似たものになった。半分は少し違った音楽だったが、残り半分はラジオでかかっているありふれたくずみたいだった」と本作を否定的に評した。
本作は1973年1月に発表された。当初は透明なレコードを透明なジャケットに入れる予定だったが、予算の都合で断念した。

## 収録曲
作詞・作曲は全曲Don Van Vlietによる。邦題は日本盤CDに準拠。

### オリジナルLP
| #         | タイトル | 作詞  | 作曲・編曲 | 時間 |
| --------- | --- | ----- | ---------- | ---- |
| 1.        | 「ロウ・ヨー・ヨー・スタッフ Low Yo Yo Stuff」                                                                      |       |            | 3:38 |
| 2.        | 「ナウアデイズ・ア・ウーマンズ・ガッタ・ヒット・ア・マン Nowadays a Woman's Gotta Hit a Man」                       |       |            | 3:45 |
| 3.        | 「トゥー・マッチ・タイム Too Much Time」                                                                            |       |            | 2:46 |
| 4.        | 「サーカムスタンシズ Circumstances」                                                                                |       |            | 3:11 |
| 5.        | 「マイ・ヘッド・イズ・マイ・オンリー・ハウス・アンレス・イット・レインズ My Head Is My Only House Unless It Rains」 |       |            | 2:57 |
| 6.        | 「サン・ズーム・スパーク Sun Zoom Spark」                                                                           |       |            | 2:11 |
| 合計時間: | 合計時間: | 18:28 |            |      |

| #         | タイトル                                                                                 | 作詞  | 作曲・編曲 | 時間 |
| --------- | ---------------------------------------------------------------------------------------- | ----- | ---------- | ---- |
| 1.        | 「クリアー・スポット Clear Spot」                                                        |       |            | 3:35 |
| 2.        | 「クレイジー・リトル・シング Crazy Little Thing」                                        |       |            | 2:35 |
| 3.        | 「ロング・ネック・ボトルズ Long Neck Bottles」                                           |       |            | 3:17 |
| 4.        | 「ハー・アイズ・アー・ア・ブルー・ミリオン・マイルズ Her Eyes Are a Blue Million Miles」 |       |            | 2:54 |
| 5.        | 「ビッグ・アイド・ビーンズ・フロム・ヴィーナス Big Eyed Beans from Venus」               |       |            | 4:23 |
| 6.        | 「ゴールデン・バーディーズ Golden Birdies」                                              |       |            | 1:37 |
| 合計時間: | 合計時間:                                                                                | 18:21 |            |      |

### CD
| #   | タイトル | 作詞 | 作曲・編曲 | 時間 |
| --- | --- | ---- | ---------- | ---- |
| 1.  | 「ロウ・ヨー・ヨー・スタッフ Low Yo Yo Stuff」                                                                      |      |            | 3:38 |
| 2.  | 「ナウアデイズ・ア・ウーマンズ・ガッタ・ヒット・ア・マン Nowadays a Woman's Gotta Hit a Man」                       |      |            | 3:45 |
| 3.  | 「トゥー・マッチ・タイム Too Much Time」                                                                            |      |            | 2:46 |
| 4.  | 「サーカムスタンシズ Circumstances」                                                                                |      |            | 3:11 |
| 5.  | 「マイ・ヘッド・イズ・マイ・オンリー・ハウス・アンレス・イット・レインズ My Head Is My Only House Unless It Rains」 |      |            | 2:57 |
| 6.  | 「サン・ズーム・スパーク Sun Zoom Spark」                                                                           |      |            | 2:11 |
| 7.  | 「クリアー・スポット Clear Spot」                                                                                   |      |            | 3:35 |
| 8.  | 「クレイジー・リトル・シング Crazy Little Thing」                                                                   |      |            | 2:35 |
| 9.  | 「ロング・ネック・ボトルズ Long Neck Bottles」                                                                      |      |            | 3:17 |
| 10. | 「ハー・アイズ・アー・ア・ブルー・ミリオン・マイルズ Her Eyes Are a Blue Million Miles」                            |      |            | 2:54 |
| 11. | 「ビッグ・アイド・ビーンズ・フロム・ヴィーナス Big Eyed Beans from Venus」                                          |      |            | 4:23 |
| 12. | 「ゴールデン・バーディーズ Golden Birdies」                                                                         |      |            | 1:37 |

2022年現在、以下のCDが入手可能。
- "The Spotlight Kid/Clear Spot"[注釈 13][17]
- 『サン・ズーム・スパーク:1970・トゥ・1972』

## 参加ミュージシャン
番号はCDのトラック・ナンバーを示す。
キャプテン・ビーフハート・アンド・ザ・マジック・バンド
- Captain Beefheart （Don Van Vliet） – ボーカル、ハーモニカ
- Zoot Horn Rollo （Bill Harkleroad） – ソロ・ギター、スティ―ル・アッペンデイジ・ギター、グラス・フィンガー・アンド・マンドリン
- Rockette Morton （Mark Boston） – リズム・ギター、ベース・ギター（12）
- Ed Marimba （Art Tripp） – ドラムス、タトゥ―、パーカッション
- Oréjon （Roy Estrada） – ベース・ギター

その他
- ミルト・ホランド　Milt Holland – パーカッション
- ラス・ティテルマン　Russ Titelman – ギター（3）
- ザ・ブラックベリーズ　The Blackberries – バッキング・ボーカル（3、8）
- クレジットなし – ホーン（2、3、9）